# Giovanni Andrea Donducci
Giovanni Andrea Donducci dit Mastelletta (Bologne, 1575 - 1655), est un peintre italien de la fin du maniérisme et du début du  baroque de l'école bolonaise.

## Biographie
Son père est fabricant de cuves (mastelli). Il suit son apprentissage auprès de l'académie des Carrache et y côtoie Domenichino, Lucio Massari, et peut-être Francesco Albani. D'après l'historien de l'art Carlo Cesare Malvasia, il aurait été l'ami du Génois Agostino Tassi à Rome.
Entre  1613 et 1614, il a contribué à la décoration de la chapelle Saint-Dominique de la Basilique San Domenico de Bologne avec, sur le côté droit, le Miracle des Quarante Noyés (1613) et, sur la gauche, la toile de la Résurrection du jeune Napoleone Orsini (1614). Il a peint à fresque les saints patrons  de Bologne, San Procolo, San Petronio,  San Floriano et San Francesco, sur les pendentifs du dôme.

## Autres œuvres

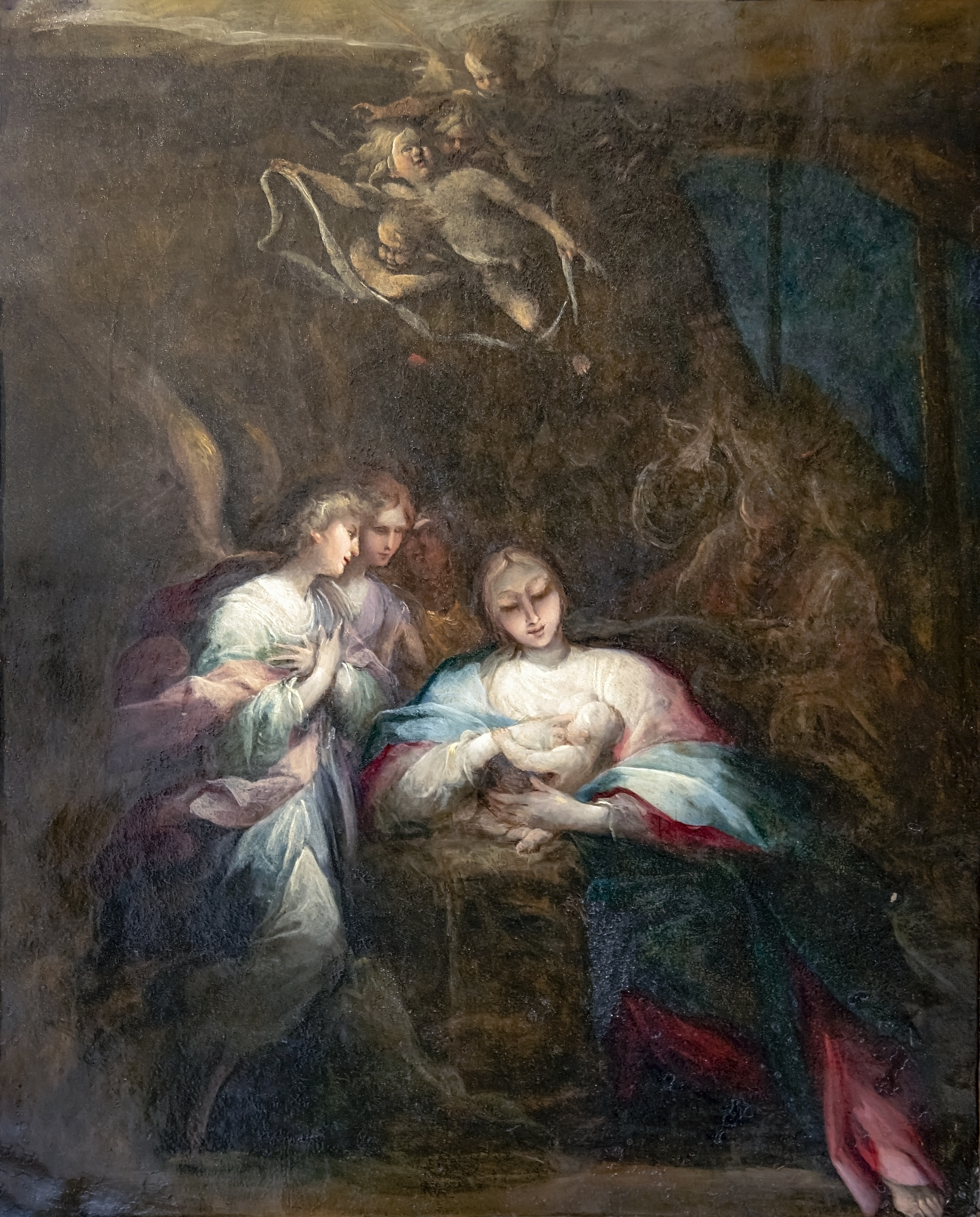
Nativité de l'Enfant Jésus avec les anges - Huile sur Cuivre

- Festin champêtre (1610-1611), huile sur toile, 98 x 116,5 cm, musée des Beaux-Arts d’Orléans[2]
- Elemosina di una Santa (1610 - 1612), huile sur toile,  San Francesco,
- Gesù Cristo servito dagli angeli (1615 - 1617), huile sur toile, de la sacristie de  Santa Maria di Galliera,
- Pranzo sul lago (1580), Galleria Nazionale d'Arte Antica, Rome.
- Paysage avec dames et cavaliers, Galerie Borghèse, Rome.
- Moïse sauvé des eaux,  Galleria  Estense, Modène.
- Adoration des bergers,  G. N., Parme.
- Le Christ servi par les anges,  P. N., Bologne.
- Adorazione del vitello d'oro,
- Davide battezzato da Samuele,
- La Sainte Trinité,  lavis de sanguine avec rehauts de gouache blanche.
- Le Bon Samaritain dans un vaste paysage, 130 cm × 169 cm,
- Nativité de l'Enfant Jésus avec les anges, Huile sur Cuivre, Collection Motais de Narbonne